# Villariès
Villariès település Franciaországban, Haute-Garonne megyében. Lakosainak száma 879 fő (2022. január 1.). Villariès Vacquiers, Bazus, Gargas, Labastide-Saint-Sernin, Montberon és Montjoire községekkel határos.

## Népesség
A település népessége az elmúlt években az alábbi módon változott:
| Lakosok száma | 208  | 377  | 523  | 770  | 819  | 812  | 792  | 790  | 796  | 879  |
|               | 1968 | 1982 | 1990 | 2006 | 2013 | 2015 | 2017 | 2019 | 2020 | 2022 |